# The Splendid Crime
The Splendid Crime è un film muto del 1925 diretto da William C. de Mille. È il remake di The Ragamuffin, girato sempre da de Mille nel 1916.

## Trama
Durante un colpo, Jenny viene sorpresa da Bob Van Dyke in casa sua mentre sta scassinando la cassaforte. Lui, però, giovane e milionario, non chiama la polizia: preferisce tenere alla bella ladra una lezione di morale, prospettandole i pericoli di quella vita sregolata. Poi, per metterla alla prova, la lascia sola in compagnia di un consistente rotolo di banconote. Lei ci pensa su e sceglie di rigare dritto, lasciando il denaro lì dove si trova. La ragazza si trova un lavoro come sarta e, qualche tempo dopo, viene chiamata a casa di Van Dyke per confezionare degli abiti della sorella di Bob. Viene così a sapere che il giovane si trova in grossi guai finanziari a causa di investimenti sbagliati sul mercato azionario e che, per evitare il tracollo, ha intenzione di rubare alla sua governante ventimila dollari. Jenny, allora, decide di prendere in mano la situazione per evitare che Bob si avvii su quella brutta strada: chiede ai suoi vecchi compari di rubare il denaro della governante, assumendosi lei la responsabilità del furto. Bob, messo davanti all'inevitabile, non può evitare la bancarotta ma, guidato dall'esempio di Jenny, accetta di buon grado di rassegnarsi. Si trova così anche lui un lavoro e, mettendo a frutto le sue competenze, diventa un golfista di professione. Jenny, restituito il denaro rubato, si mette in pari con la legge e può sposarsi con lui.

## Produzione
Il film fu prodotto dalla Famous Players-Lasky Corporation. Film Daily del 4 novembre 1925 riportava che il titolo era cambiato da Magpie a The Splendid Crime.

## Distribuzione
Il copyright del film, richiesto dalla Famous Players-Lasky Corp., fu registrato il 5 gennaio 1926 con il numero LP22228.
Distribuito dalla Paramount Pictures, il film - presentato da Jesse L. Lasky e da Adolph Zukor - uscì nelle sale cinematografiche statunitensi il 4 gennaio 1926, dopo una prima tenuta a New York il 16 dicembre 1925.
Non si conoscono copie ancora esistenti della pellicola che viene considerata presumibilmente perduta.